# João Bénard da Costa: Outros Amarão as Coisas Que Eu Amei
João Bénard da Costa: Outros Amarão as Coisas Que Eu Amei é um documentário biográfico português sobre a vida de João Bénard da Costa, foi realizado por Manuel Mozos. Estreou-se nos cinemas de Portugal a 8 de Outubro de 2015.